# Ivan Ângelo
Ivan Ângelo (Barbacena, Minas Gerais, 4 de febrero de 1936) es un periodista, cronista, y novelista brasileño.
Comenzó a escribir sus primeros cuentos en 1954, siendo luego premiado en un concurso de la Prefeitura de Belo Horizonte con el cuento Culpado sem crime. En 1965 se mudó para São Paulo, donde formó parte del primer equipo de Jornal da Tarde (periódico que hoy día dejó de editarse).
Su novela A Festa, de 1963, conquistó el Prêmio Jabuti de 1976 (año en el que fue republicado). Ganó este premio nuevamente en el año 1995 con el libro Amor?.
Es cronista en la revista Veja São Paulo desde 1999.

## Libros
- Homem sofrendo no quarto, 1959
- Duas faces (Two Faces), 1961
- A festa (The Celebration), 1975
- A casa de vidro (The Tower of Glass, English translation by Ellen Watson), 1979
- A face horrível, 1986
- O ladrão de sonhos e outras histórias (The Thief of Dreams and other stories), 1994
- Amor? (Love?), 1995
- Pode me beijar se quiser (You can kiss me if you want), 1997
- O vestido luminoso da princesa, 1997
- História em ão e inha, 1998